# Nicky Assmann
Nicky Assmann (1980) is een Nederlands beeldend kunstenaar, actief in Rotterdam. Ze maakt in haar werk gebruik van technologie en licht. Ze creëert schermen in bijzondere materialen – zoals zeep, koper en plexiglas – die onder invloed van licht zelf het 'beeld' vormen.
Assmann studeerde filmwetenschap aan de Universiteit van Amsterdam en behaalde in 2011 een masterdiploma muziek en beeldende kunst aan de Interfaculty ArtScience van de Koninklijke Academie van Beeldende Kunst in Den Haag. Ze is lid van het kunstcollectief Macular. 
In 2016 organiseerde TENT in Rotterdam RADIANT, een solo-tentoonstelling met werk van Assmann. Wervel (2019) is een permanente lichtsculptuur van haar hand, in de parkeergarage van Forum Groningen, gemaakt in opdracht van CBK Groningen.
In november 2020 ontving Assmann de Witteveen+Bos-prijs voor Kunst+Techniek.